# Sant'Olcese
Sant'Olcese es un municipio italiano situado en la ciudad metropolitana de Génova, en Liguria. Tiene una población estimada, a fines de marzo de 2025, de 5536 habitantes.

## Evolución demográfica
| Gráfica de evolución demográfica de Sant'Olcese entre 1861 y 2025 |
|                                                                   |
| Fuente: ISTAT - Elaboración gráfica de Wikipedia                  |